# Église San Lanfranco
San Lanfranco est une église catholique romaine de style romane et une ancienne abbaye, située via San Lanfranco Vescovo, 4/6, juste à l'ouest du centre-ville de Pavie, région de Lombardie, Italie.

## Histoire
Une église paléochrétienne sur le site, dédiée au Saint-Sépulcre (Santo Sepolcro) était située sur son emplacement, et la première documentation d'un monastère date de 1090. Le monastère est devenu associé à l'Ordre de Vallombrosains et a accueilli l'évêque Lanfranco Beccaria, jusqu'à sa mort en 1198. Le pape Alexandre III éleva Lanfranco à la sainteté l'année suivante. Cette église, qui abritait ses reliques, a été reconstruite à partir de cette époque et a abouti à la consécration en 1236, avec le campanile datant de 1237 et la façade de 1257. Le petit cloître a été conçu en 1476 par l'architecte Giovanni Antonio Amadeo. Amadeo a également conçu et sculpté les éléments de l'Arc de San Lanfranco qui sert de monument funéraire et de tombeau au saint.
Située hors des murs de Pavie, l'abbaye fut fréquemment réquisitionnée par les armées assiégeant la ville. Au fil des ans, un certain nombre d'événements, notamment des inondations et des incendies, ont endommagé l'église et l'abbaye. Pendant le siège de Pavie en 1524, qui s'est terminé par la bataille de 1525, le roi de France François Ier a établi son quartier général dans le monastère. Peu après 1782, le monastère fut supprimé et l'église transformée en paroisse.

## Architecture
La façade est tripartite et étroite sur les côtés par deux volumineux contreforts. Au milieu il y a des ouvertures circulaires, au centre le portail en pierres de taille. La façade est surmontée d'une loggia aveugle, typique de la Pavie romane. La partie supérieure est décorée de plaques de céramique (exemples de majolique archaïque Pavese).
Le campanile date de 1237 la structure est élancée. De chaque côté, sont placés cinq miroirs avec une rangée de six arcs simples. Au sommet, la cellule campanaire est encadrée par une fenêtre à trois meneaux. Sous la bande d'arcatures, le plâtre blanc contraste avec le rouge de la terre cuite. Des plaques de majolique sont également présentes sur la façade, comme preuve des relations avec le Proche-Orient. L'intérieur de l'église est une croix latine. La nef est rythmée par de minces piliers et couverte de voûtes croisées. Le dôme est octogonal. Le presbytère, avec une petite abside polygonale, remonte aux interventions de la fin du XVe siècle. Dans le transept droit, à l’intérieur d’un riche cadre baroque en stuc, il y a une fresque datant du milieu du XVe siècle avec la Vierge à l’Enfant, l’Éternel Père, un saint abbé avec le moine commanditaire et un saint moine récemment attribué à Franceschino Zavattari.

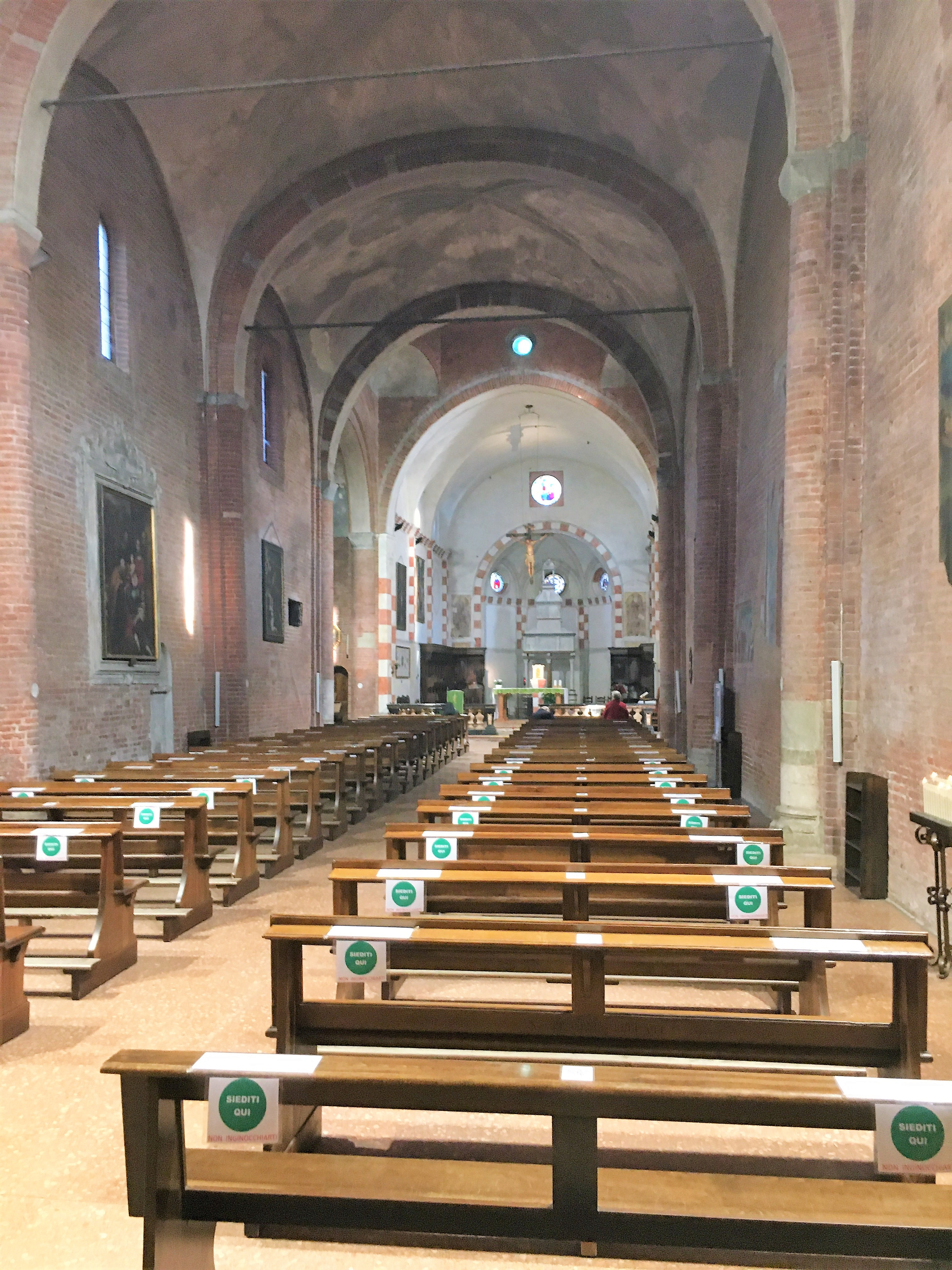
L'intérieur.
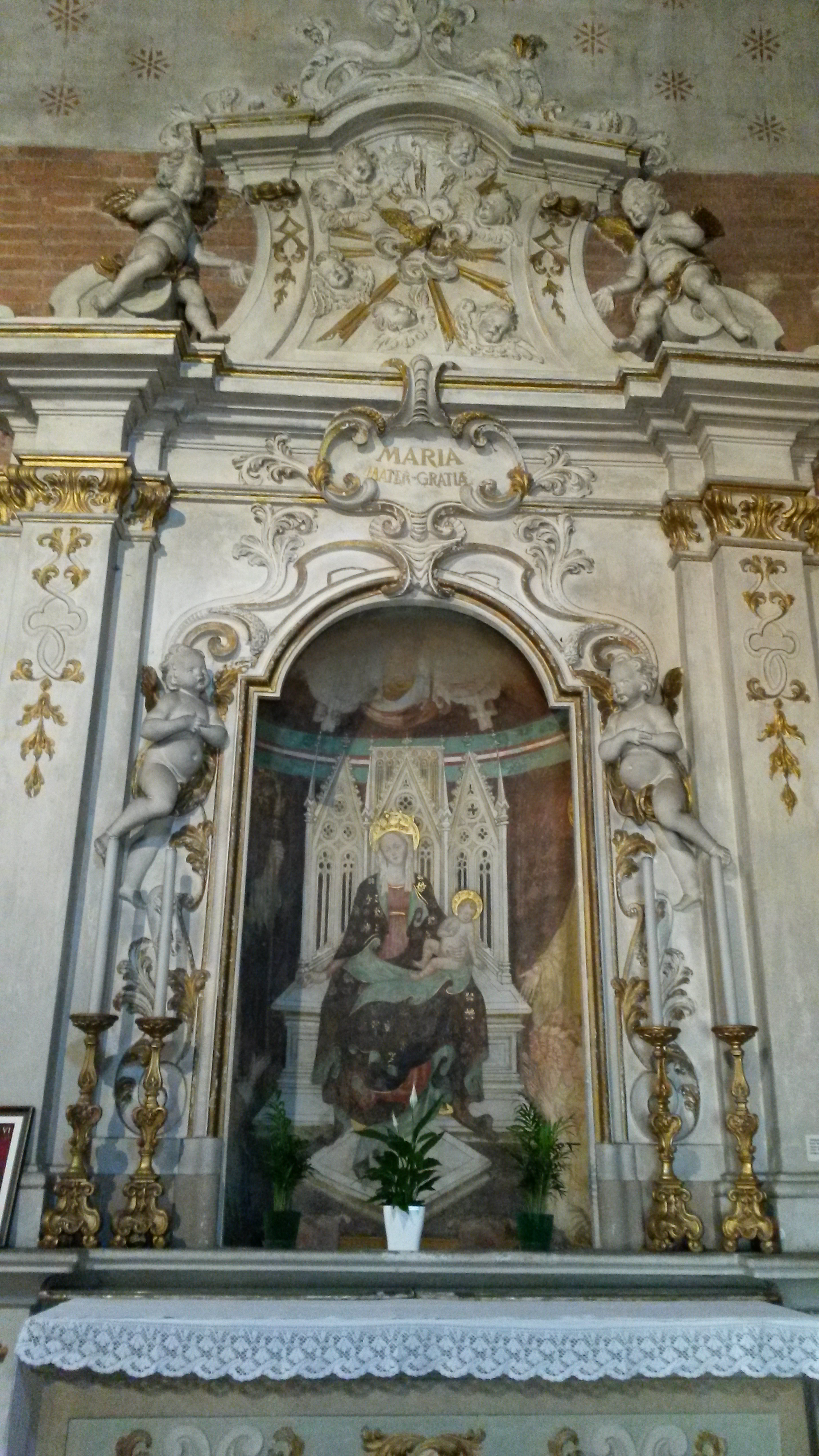
Franceschino Zavattari, Vierge à l’Enfant, l’Éternel Père, un saint abbé avec le moine commanditaire et un saint moine.
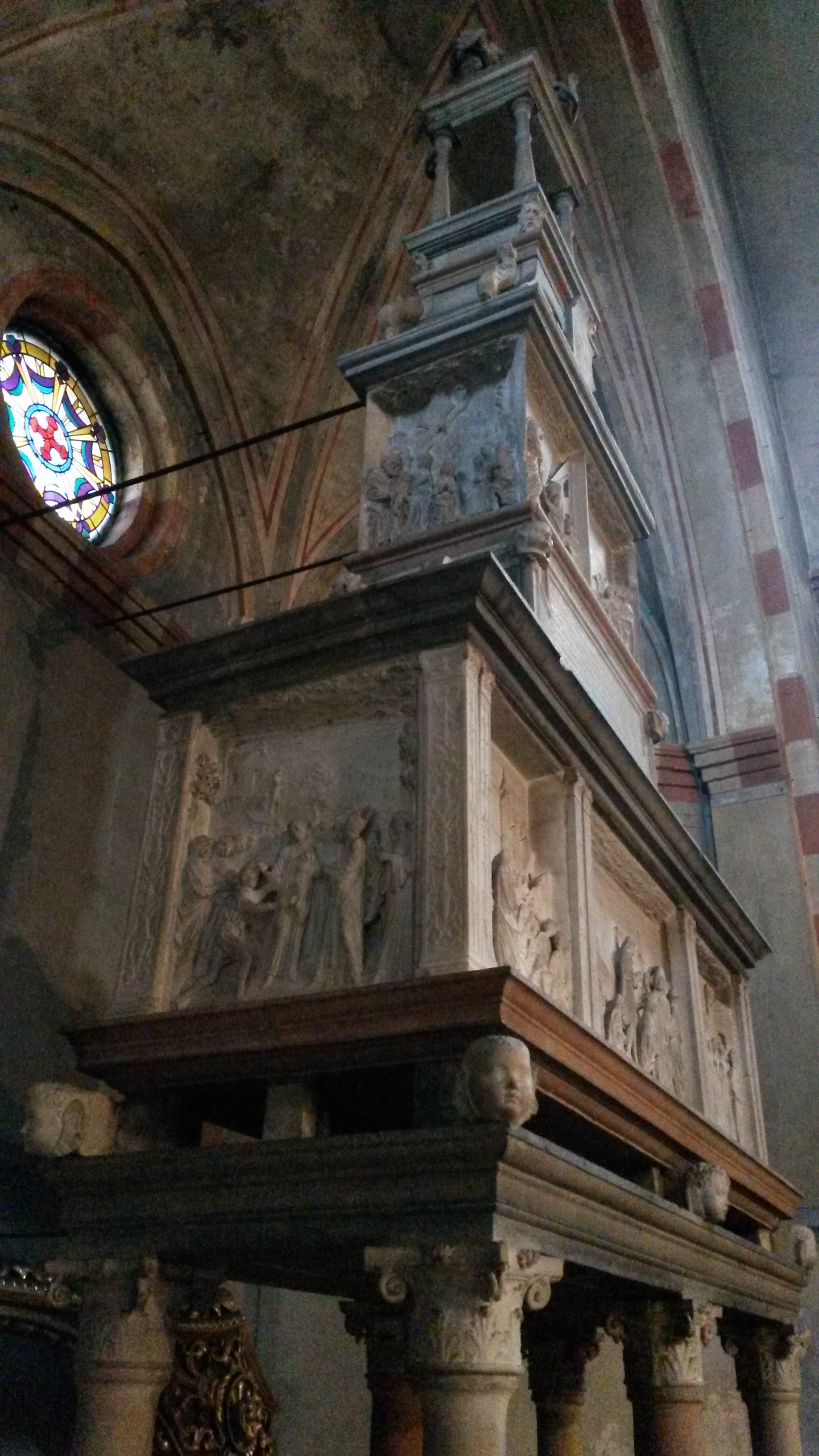
Giovanni Antonio Amadeo, Arc de San Lanfranco, 1489.

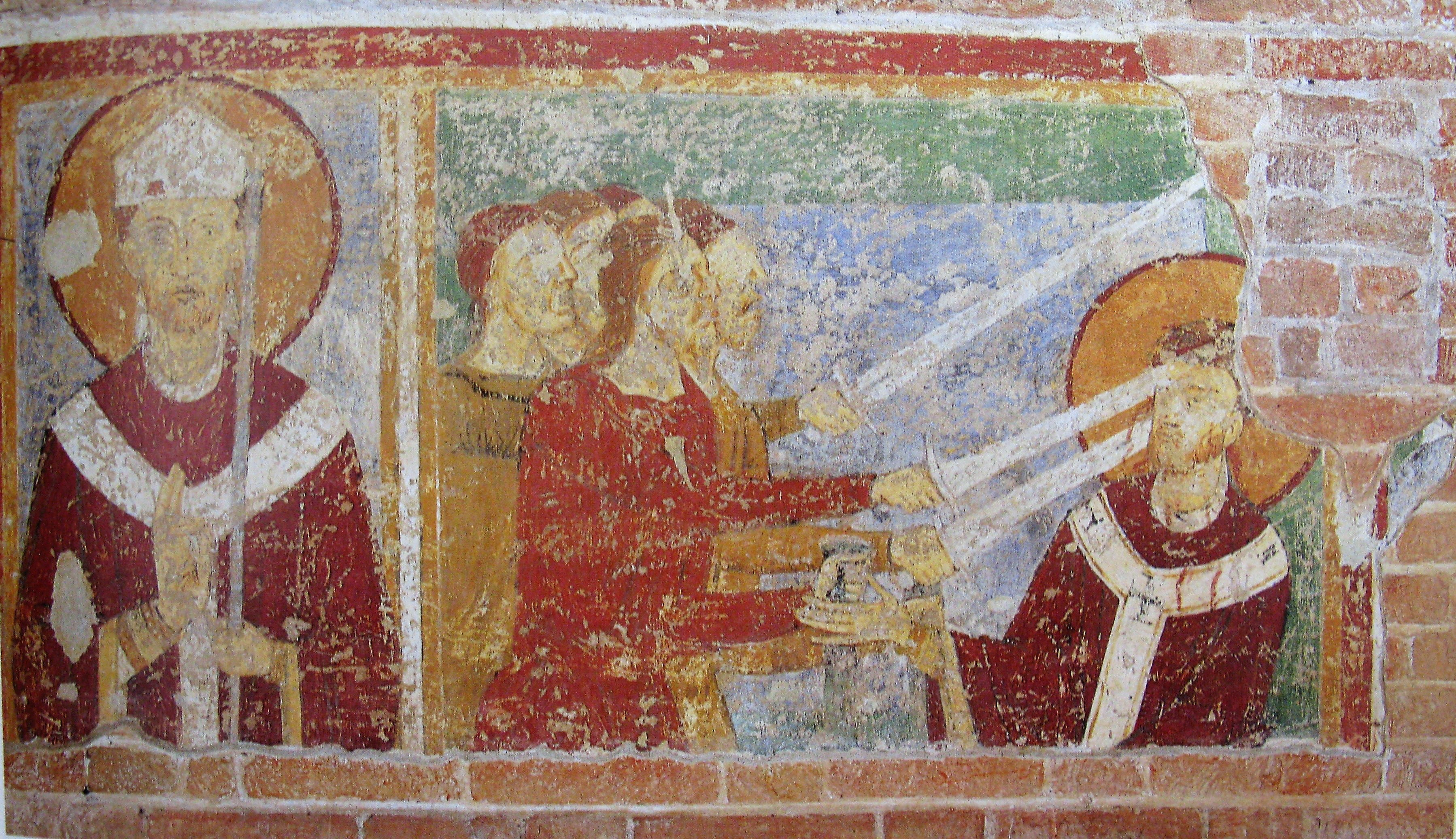
Assassinat de Thomas Becket. Fresque, première moitié du XIIIe siècle.
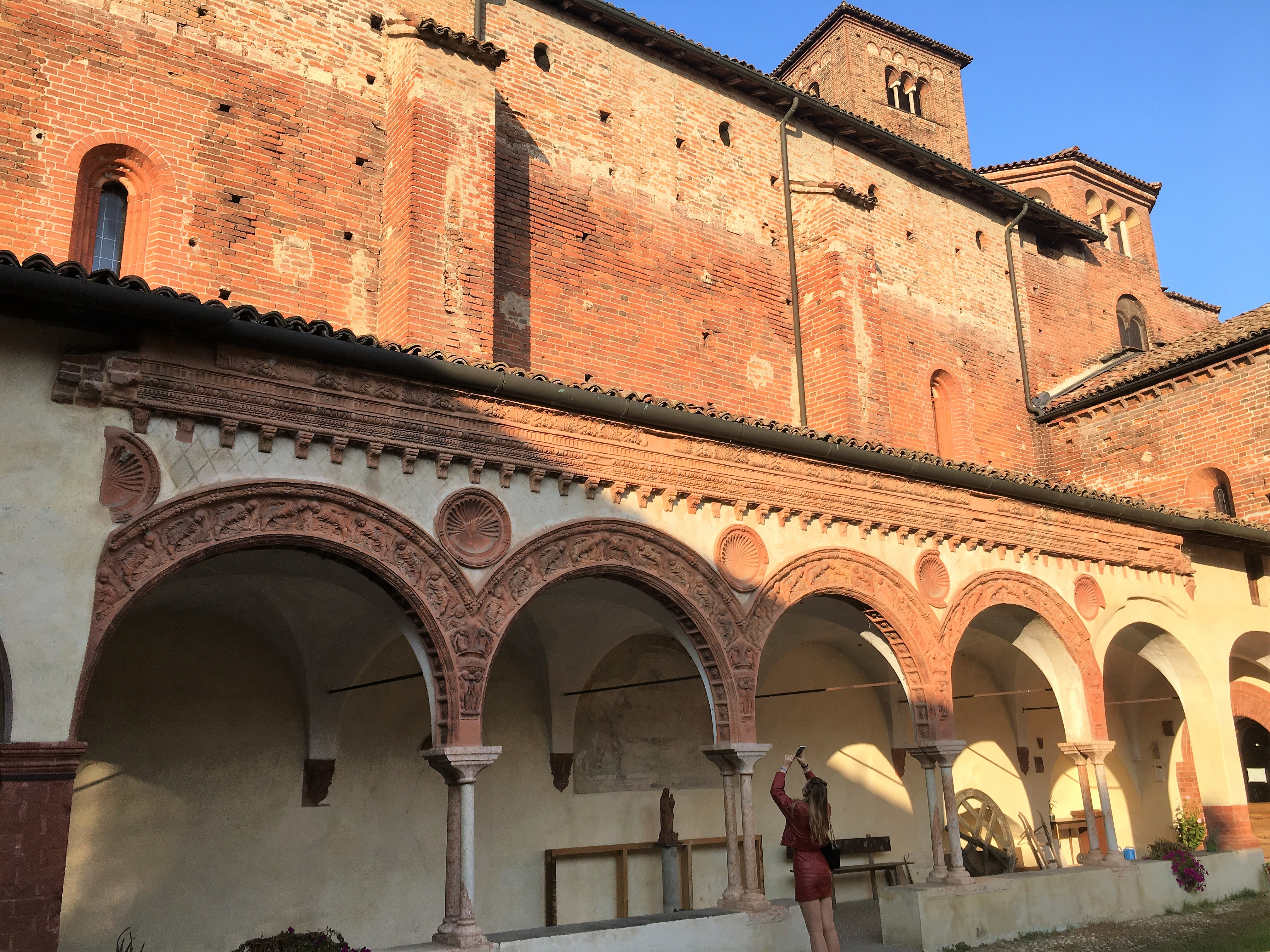
Petit cloître, 1467.
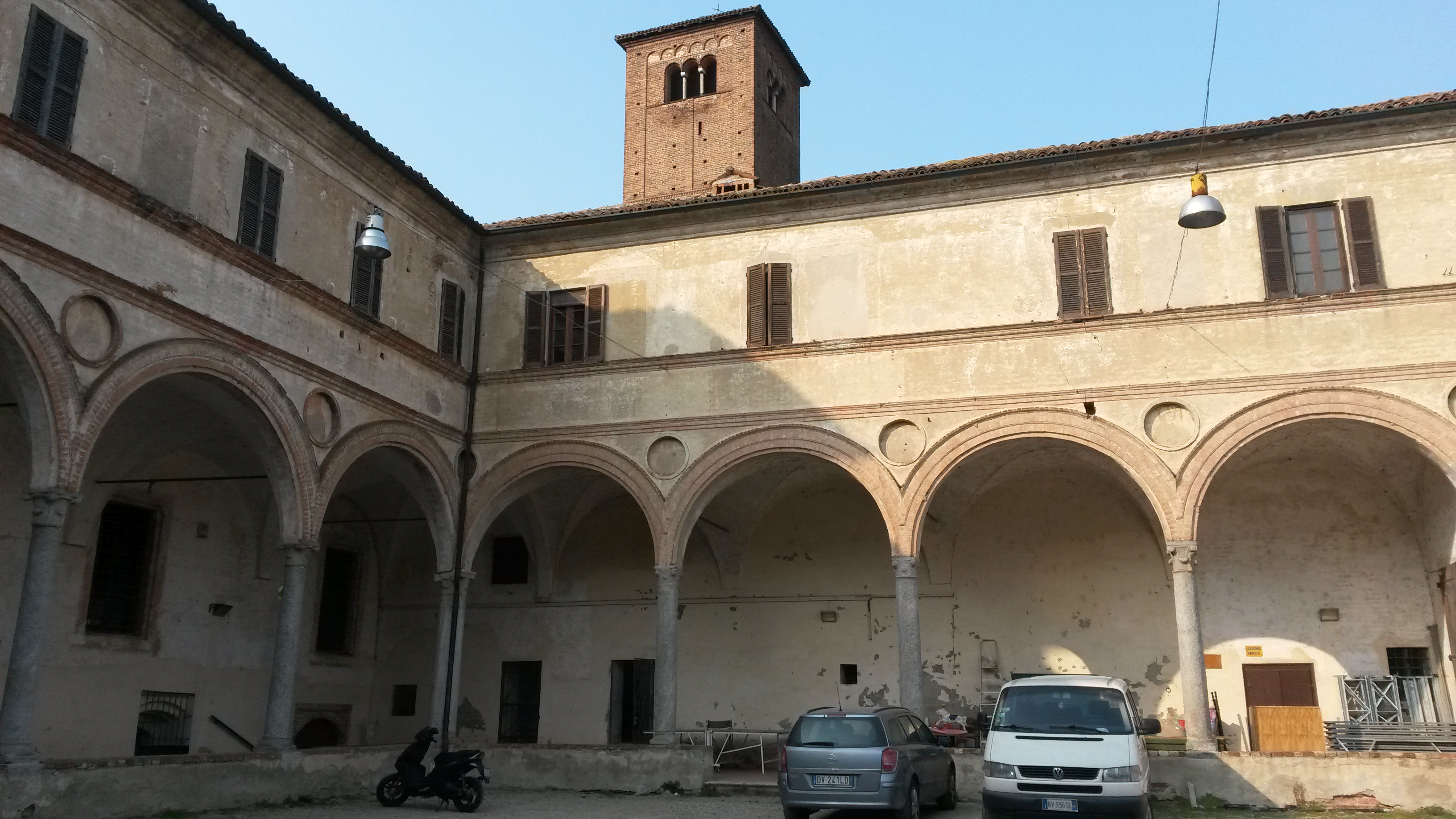
Grand cloître, vers 1480.

Le chœur en bois de noyer sculpté, réalisé entre la seconde moitié du XVe siècle et les toutes premières années du suivant, porte les armoiries et le nom Luca (nom de l'abbé Luca Zanachi). Le chœur, situé le long des murs latéraux du presbytère, se compose de deux corps de neuf stalles chacun, séparés par des barrières ajourées, avec des sièges à dossier enveloppant (sedile a pozzetto) et des panneaux de fond lisses sur le dessus encadrés par un motif lobé.
Alors que l'extérieur de l'église est principalement en briques plates, l'intérieur contient encore des fresques du XIIIe au XVe siècle. Parmi les plus remarquables, une fresque représentant le meurtre de saint Thomas Becket dont la vie avait des parallèles avec San Lanfranco. Les vestiges du petit cloître comprennent des sculptures romanes sur les colonnes. Le plus grand cloître présente des décorations de style Renaissance du XVe siècle dans les chapiteaux. La tombe du saint (Arc de San Lanfranco) a été achevée de 1498 à 1508 avec des dessins d'Amedeo, et se distingue par les bas-reliefs sculptés d'Amedeo et de ses disciples illustrant la vie du saint.